# Równo (województwo pomorskie)
Równo (kaszb. Rómno lub też Rómne, niem. Rowen) – wieś w Polsce położona w województwie pomorskim, w powiecie słupskim, w gminie Główczyce.
W latach 1975–1998 miejscowość położona była w województwie słupskim.

## Nazwa
Nazwa miejscowości, wzmiankowana po raz pierwszy w formie Rovnon w 1282, ma pochodzenie słowiańskie i charakter topograficzny. Powstała przez dodanie do nazwy pospolitej rów formantu -no. Friedrich Lorentz odnotował formę nazwy w lokalnych gwarach słowińskich: Rȯ́u̯mnɵ wraz z nazwami mieszkańców: Rʉ̀ɵ̯mjȯu̯n, Rʉ̀ɵ̯mjȯu̯nkă „równianin, równianka”. Niemiecka nazwa Rowen jest adaptacją fonetyczną pierwotnej nazwy słowiańskiej.
Rada Języka Kaszubskiego proponuje kaszubską formę nazwy Równo.